# Sirih-Pinang

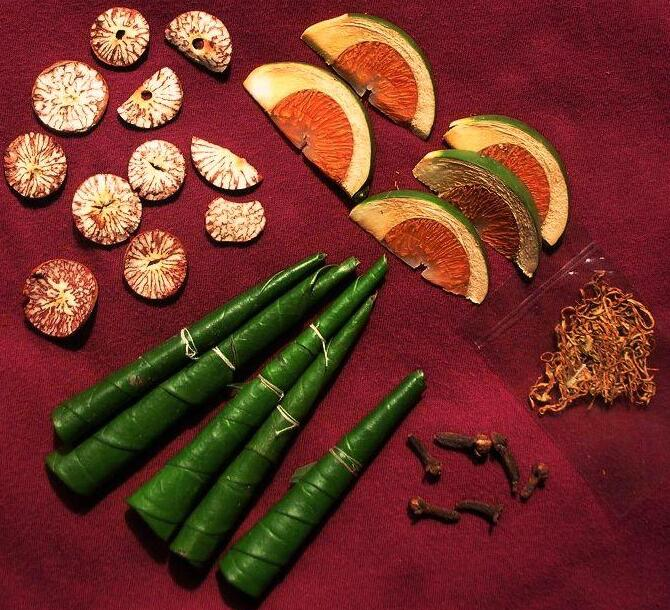
In Betelblätter eingerollte Betelbissen

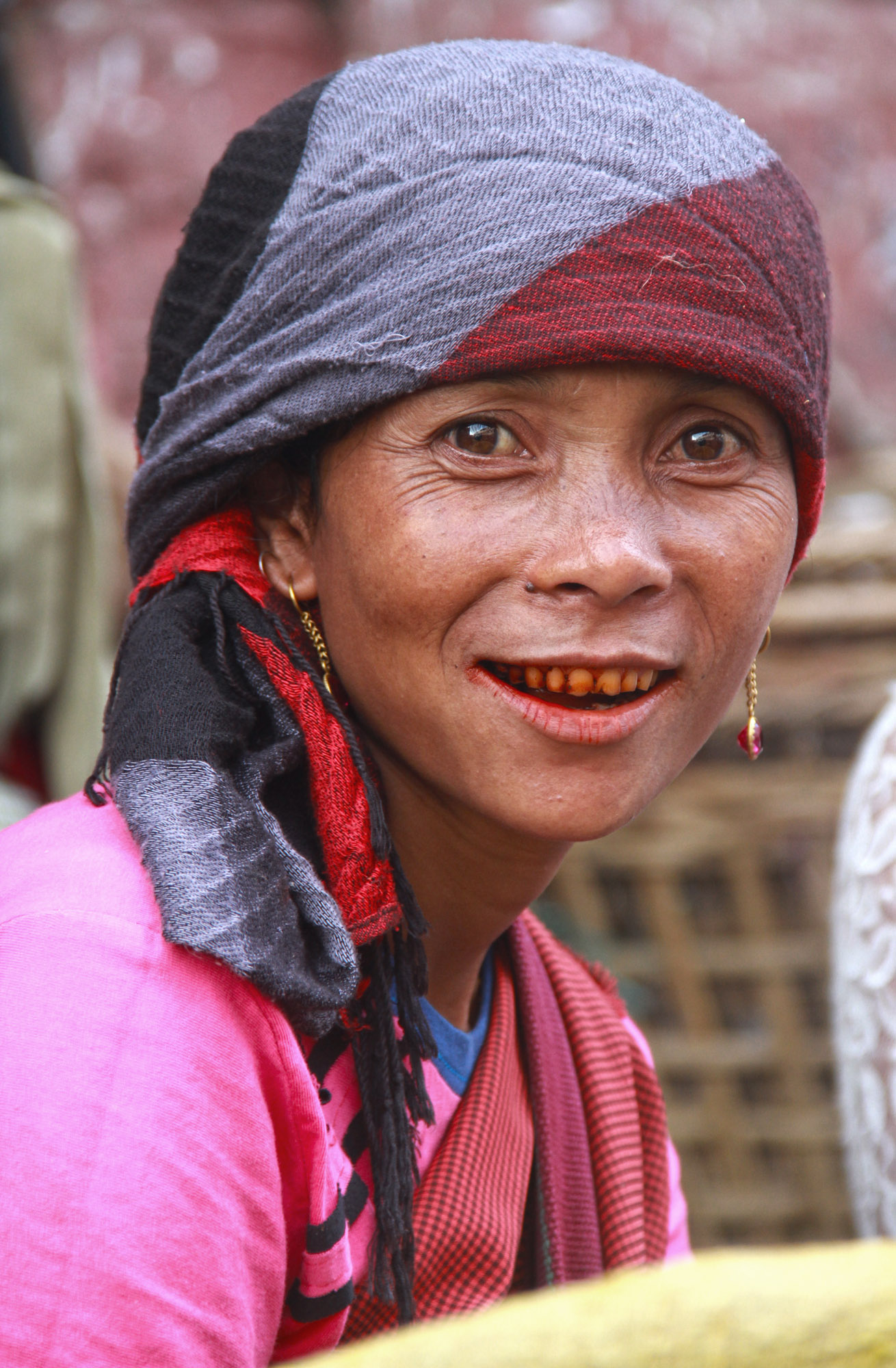
Straßen-Verkäuferin von Paan in Nordostindien: klein gehackte Betelnüsse und Gewürze, umwickelt mit Blättern des Betelpfeffers und bestrichen mit gelöschtem Kalk; das legale Verkaufen und tägliche Kauen der leicht betäubenden Genussdroge ist in Indien weit verbreitet, sie rötet Zahnfleisch und schwärzt Zähne (Shillong, Meghalaya, 2014)

Sirih-Pinang oder in Indien und Bangladesch Paan (Hindi पान; bengalisch পান) bezeichnet das Kauen eines „Betelbissens“ und ist eine alte Tradition in Indien, Bangladesch und Südostasien. Das Betelkauen ist nicht nur ein Genuss- und Rauschmittel, sondern fördert auch den Speichelfluss und färbt den Gaumen sowie das Zahnfleisch rot und die Zähne schwarz. Zu Ehren eines Gastes wurden Betelbissen als Ehrerweisung angeboten, je nach Sozialstatus einfach bis aufwendig.
Nach Schätzungen der Weltgesundheitsorganisation (WHO) wird Betelkauen regelmäßig von 600 Millionen Menschen praktiziert und bedeutet ein ernsthaftes Problem für die öffentliche Gesundheit. Seit Ende des 20. Jahrhunderts warnen die WHO und die Internationale Agentur für Krebsforschung (IARC), dass Betelnusskauen ein erhöhtes Risiko birgt, an Mundkrebs zu erkranken. Besonders nach Zusatz von Tabak ist das Risiko um einige Faktoren höher.

## Bestandteile

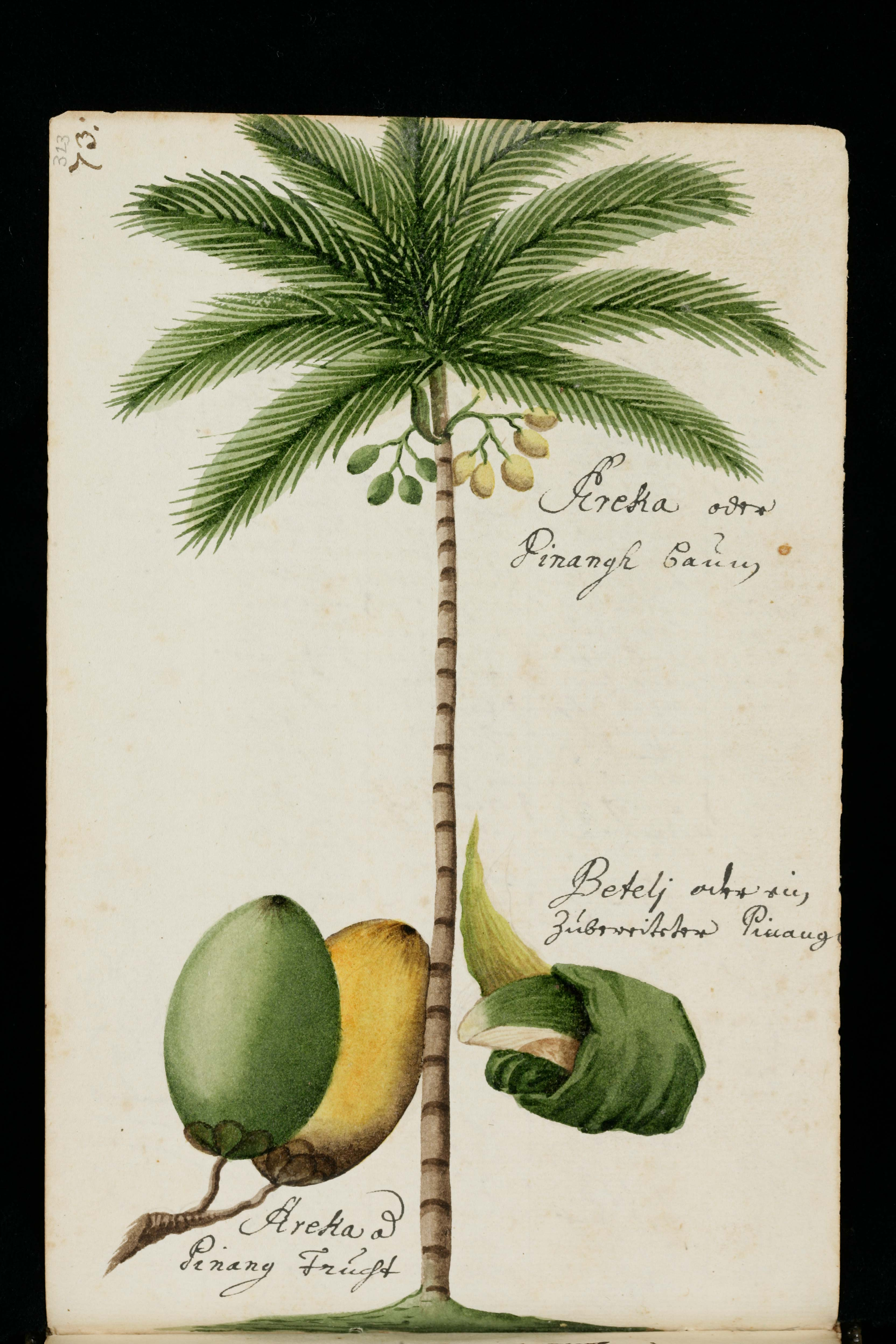
Mitte: Betelpalme, links: Betelnüsse, rechts: Betelbissen (Zeichnung von Georg Franz Müller in Reise nach Batavia 1683, S. 323; Stiftsbibliothek St. Gallen)

Grundbestandteile von Betelbissen sind:
- frische Sirihblätter (Blätter des Betelpfeffer: Piper betle)
- Pinang, meist getrocknete Betelnüsse (Früchte der Betelnusspalme: Areca catechu, auch: Arekanüsse) in dünnen Scheiben oder frische Betelnuss in Scheiben
- gelöschter Kalk

Als Würze kommen Gambir (eingedickter Blattextrakt von Uncaria gambir), Kautabak, Gewürze (Gewürznelken (Syzygium aromaticum), Kardamom (Elettaria cardamomum), Koriander, Zimt (Cinnamomum verum) oder Anis) hinzu (siehe auch Verwendung der Betelnuss). Ein Betelset dient zur Aufbewahrung der Zutaten und Zubereitung des Betelbissens.

## Geschichte

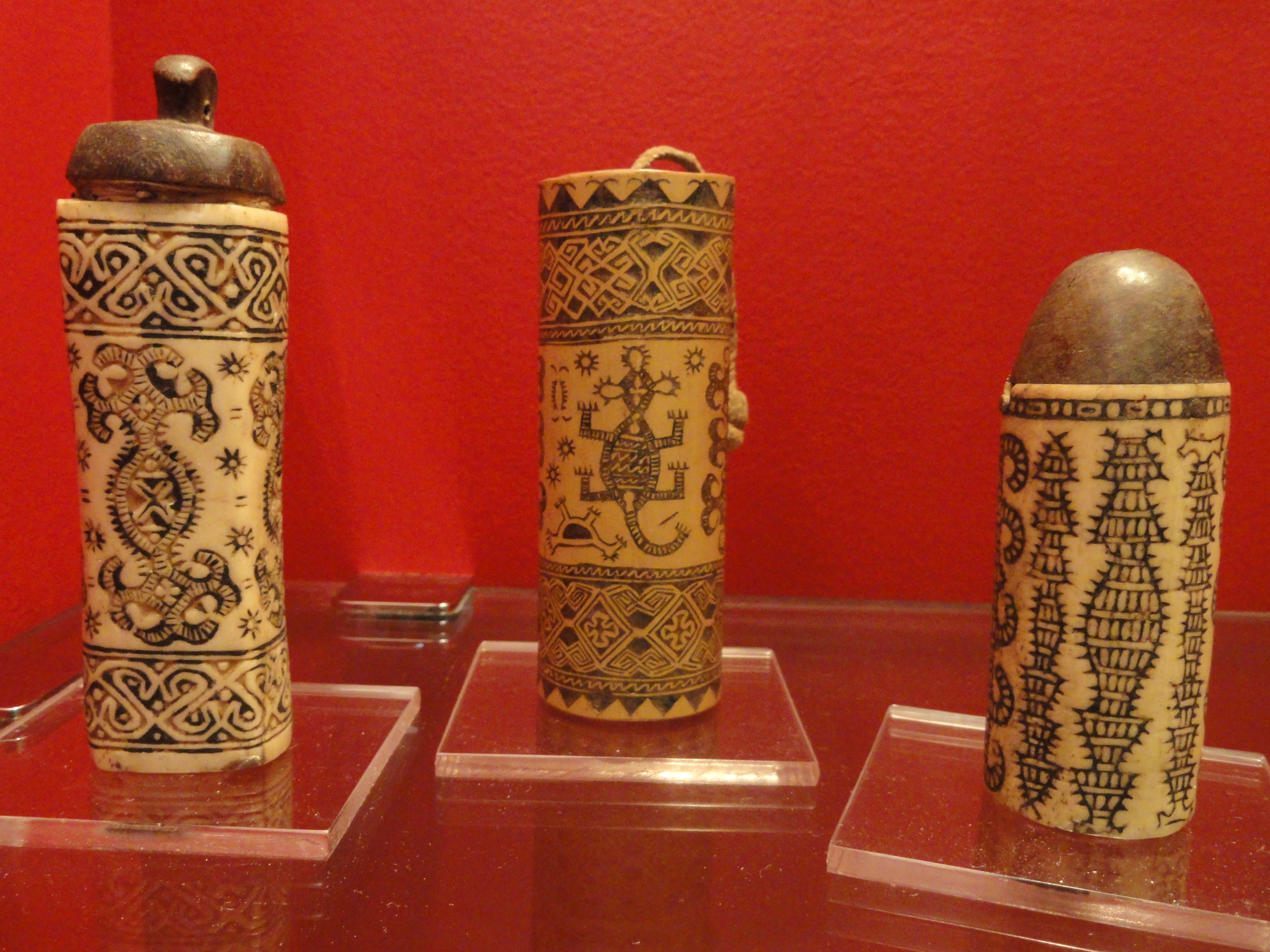
Betelnussbehälter aus Timor (Anfang 20. Jhd.)

Die Tradition des Betelkauens ist mehrere Tausend Jahre alt. Archäologische Funde an Skeletten aus der Duyang-Höhle auf den Philippinen zeigten Spuren des Betelkauens, so wurden charakteristische Verfärbungen von Zähnen auf etwa 3.000 v. Chr. datiert. In der Phimaen-Höhle in Nordwestthailand fand man Reste von Areca catechu. Diese sollen von kultivierten Betelnusspalmen stammen und etwa 10.000 Jahre alt sein.
Die ersten Eindrücke eines Europäers von Sirih-Pinang stammen vom Weltreisenden Marco Polo und später anderen Ostindienfahrern, wie Georg Franz Müller, Ernst Christoph Barchewitz und Johann Gottlieb Worm.
Georg Franz Müller beschrieb in seiner Reise nach Batavia über die Sirih-Pinang-Tradition in Reim und Bild
„Sobalt man morgens auf Erwacht

Yst man es schon bis in die Nacht

Und wan man einen beehren will,

So gibt man im Solche pinang vill,

Des gleichen auch taback darbey,

Der auch in blädder gewickelt frey,

Dan all hier rauchet, frauw und man,

Ya kleine kinder all zue Sam...“
Auf der indonesischen Insel Leti wurde Ernst Christoph Barchewitz bei einer einheimischen Feier mit Sirih-Pinang-Brauch mit einem besonders schönen Betelset geehrt.:327 Verstorbene bekamen auch einen Betelbissen ins Grab auf Leti:337 und bei Chinesen auf Java.:594 James Cook schrieb während eines dreitägigen Aufenthalts bei seiner ersten Südseereise auf der Insel Sawu am 21. September 1770 in seinem Tagebuch über die Begegnung mit Johan Christopher Lange. Lange war ein Deutscher von Geburt und im Dienst der Niederländischen Ostindien Kompanie. Er informierte Cook, dass auf Sawu Kinder, junge und alte Männer und Frauen Betelbissen kauen.

## Kulturelles
Zeremonie und Tradition von Sirih-Pinang sind in vielen Ländern Südostasiens unterschiedlich. Oft wird der rote Speichel auf Straßen und Gehwegen ausgespuckt, was rote Flecken erzeugt. In Südostasien wird der Sirih-Pinang-Brauch bei bestimmten Zeremonien noch zelebriert, aber der Betelbissen kaum mehr konsumiert.

### Südostasien

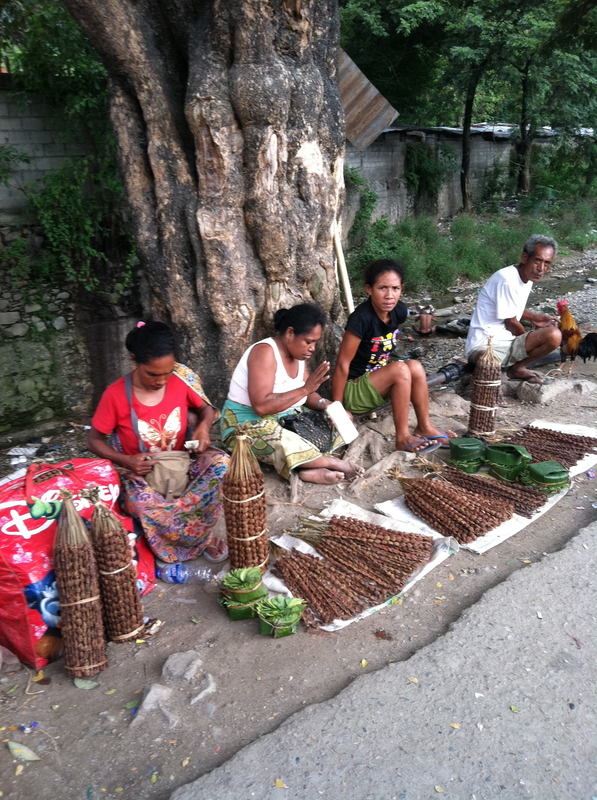
Marktfrauen verkaufen Betelnüsse in Dili, Osttimor (2011)

Sirih-Pinang ist in Südostasien eine alte kulturelle Tradition und mit unterschiedlichen Ritualen verbunden, die mit der Teezeremonie in China und Japan vergleichbar sind. Obwohl kaum mehr Betel gekaut wird, zelebriert man heute noch die Sirih-Pinang-Zeremonie.
Unabhängig von der Religions- und ethnischen Zugehörigkeit wurde bei der Verlobung und Hochzeit die Sirih-Pinang-Tradition im Rahmen der Zeremonie ausgeübt. Da Sirih und Pinang zusammen gehören, ist es Symbol für die Zusammengehörigkeit bzw. Unzertrennlichkeit. Dieser Brauch steht bei der Trauung für die unzertrennliche Verbindung von Mann und Frau.
Als Hochzeitsritus wurde den Schwiegereltern von der Braut kniend ein Betelbissen präsentiert. Dazu musste die Braut zuerst den Mittelnerv der Sirih-Blätter teilweise abschaben, ohne die Blattoberfläche zu verletzen. Dadurch konnte das Blatt für die Zubereitung des Betelbissens besser geformt werden und man hatte außerdem einen besseren Kaugenuss. Die Rückseite des Sirihblatts wurde mit gelöschtem Kalk dünn beschmiert und Betelnussscheiben sowie andere Zutaten zugegeben. Danach wurde das Blatt kunstvoll eingerollt oder eingewickelt. Bei dieser Zeremonie legte man Wert auf die Art der Zubereitung, das Aussehen und den Geschmack des Betelbissens. Manchmal gab man bei Begräbniszeremonien den Verstorbenen einen Betelbissen mit ins Grab.
Die Sirih-Pinang-Zeremonie wird im Indonesischen als bersirih oder menginang bezeichnet, ein Tätigkeitswort von Sirih oder Pinang. Der Kultstatus von Sirih-Pinang spiegelt sich im Alltag in der Umgangssprache wider. Auf Indonesisch bedeutet menginang nicht nur das Kauen von Betelbissen, sondern auch einen „Heiratsantrag machen“, „sich bewerben um“, „den Hof machen“ oder „sorgfältig abwägen“.
Weitere Länder, in denen Sirih-Pinang genossen wird, sind Myanmar, Kambodscha, Laos, Thailand, Vietnam, Philippinen und Taiwan.

### Südasien
In Indien ist der Verkauf und das tägliche Kauen der leicht betäubenden Genussdroge unter dem Namen Paan weit verbreitet. Auch in Nepal, Bangladesch, Pakistan und Sri Lanka findet sich die Verwendung der Mischungen.   

## Sirihbox oder Betelcontainer
Bei der Sirih-Pinang-Zeremonie kommt ein Sirihbox (Betelcontainer) zum Einsatz. Die Sirihbox beinhaltet kleine Gefäße für die Zutaten des Betelbissens, ein Tablett oder Schale für die Sirihblätter und manchmal einen speziellen Schneider zum Schneiden der Betelnüsse. Die kleinen Gefäße für Kalk, Betelnuss, Gambir oder die anderen Zutaten werden zusammen in einer Box oder einem Container aufbewahrt. Betelcontainer wurden meist aus Metall und die Sirihbox eher aus pflanzlichen Materialien hergestellt.
Betelcontainer oder Sirihboxen wurden als Paraphernalien angesehen. Mit der Annahme einer Sirihbox sind Eltern damit einverstanden, dass ihre Tochter Braut des Schenkers wird.
Der Betelcontainer auf Java als „Binangh-Becken“ und auf Leti als „schöne lackierte Schachtel“, die unterwegs mitgenommen wurden, oder bei Zeremonien verwendet wurden, beeindruckten Barchewitz.:110, 372 Die verwendeten Materialien hängen vom sozialen Status ab, einfach bis prunkvoll. Es gibt Sirihboxen aus Holz, Kokosnussschalen und Palmenblättern. Luxuriöse Betelcontainer aus Edelmetall können heute für die Zeremonie gemietet werden.

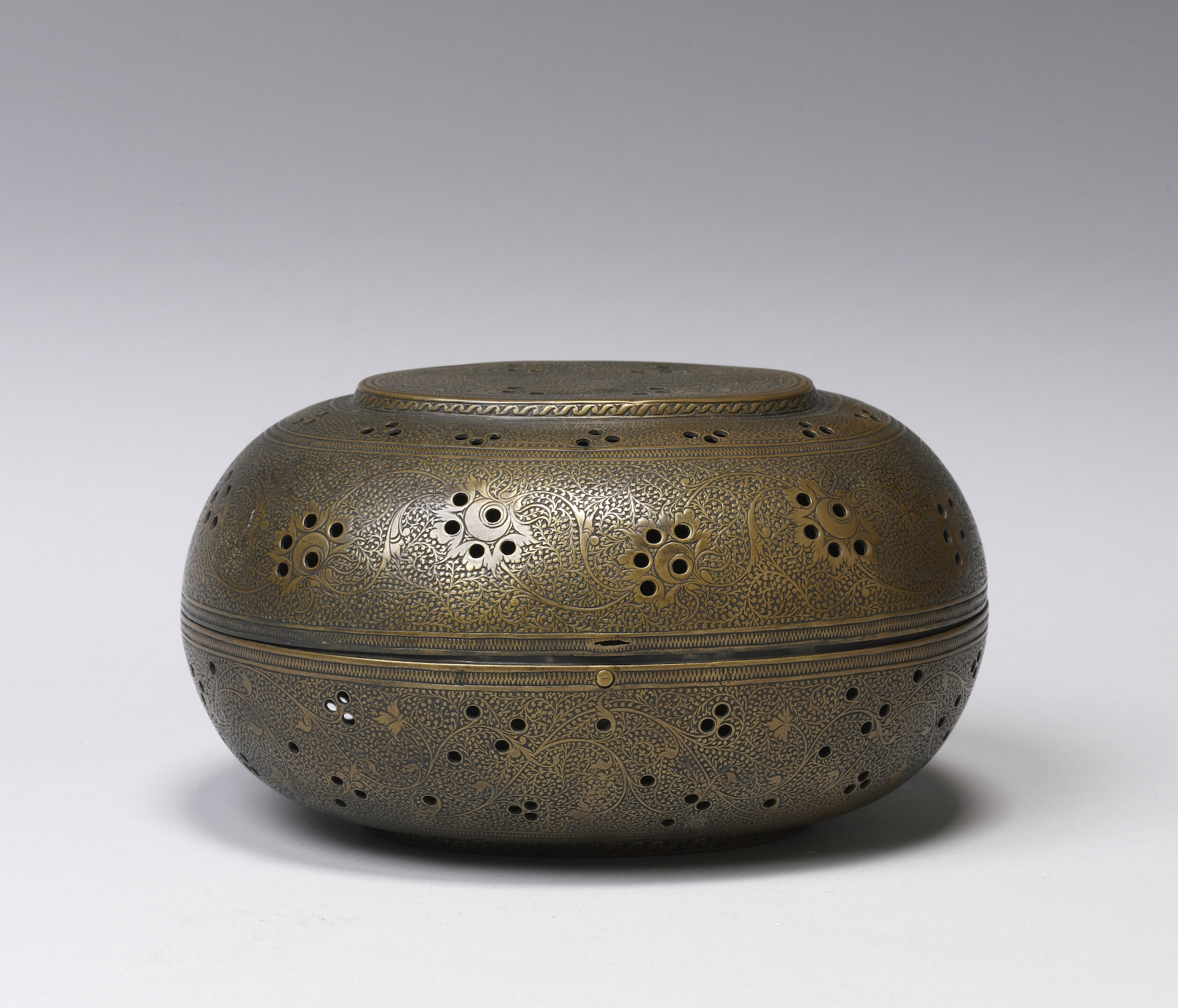
Betelcontainer, 19. Jh. aus Indien. Walters Art Museum Baltimore Raj

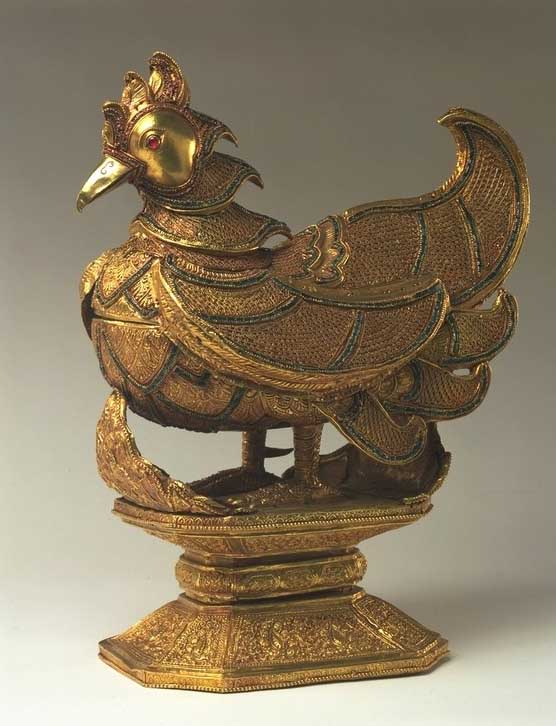
Goldener Betelcontainer, 19. Jh. aus Mandalay, Burma in Victoria & Albert Museum London

### Bilder
Im Tropenmuseum, Amsterdam ist eine Sammlung von Sirihboxen aus verschiedenen Materialien und Epochen zu sehen.

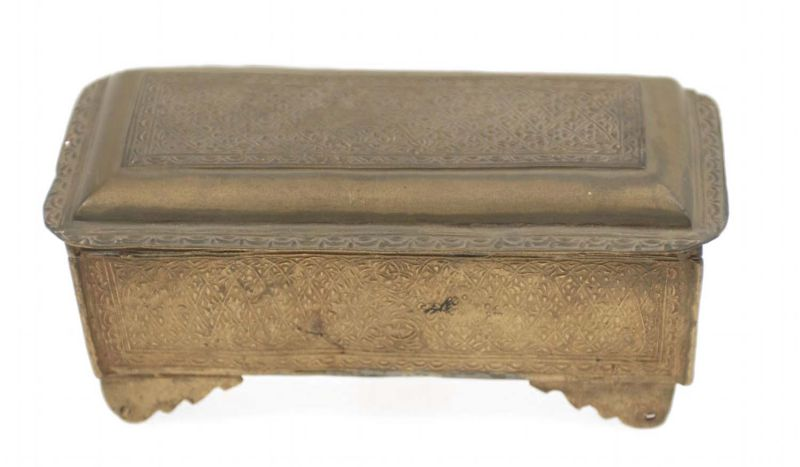
Messing, vor 1925
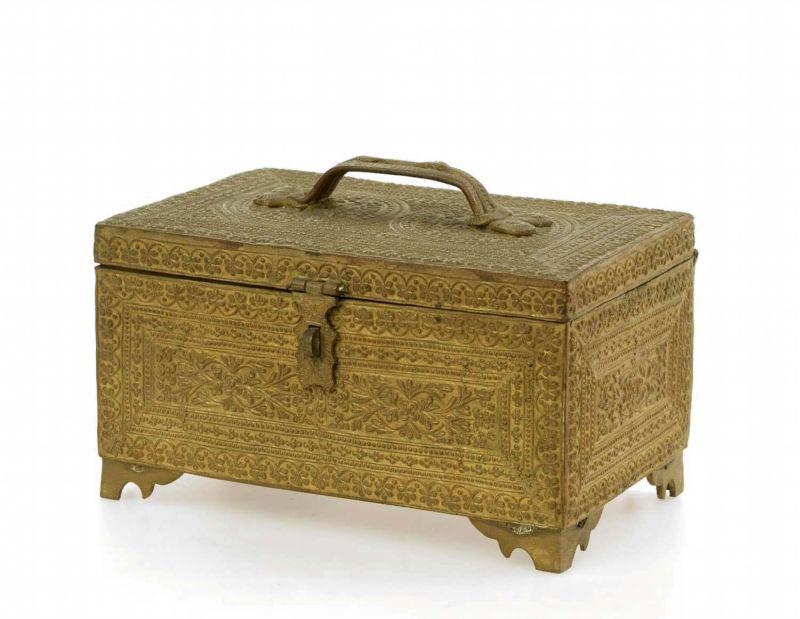
Messing, vor 1942
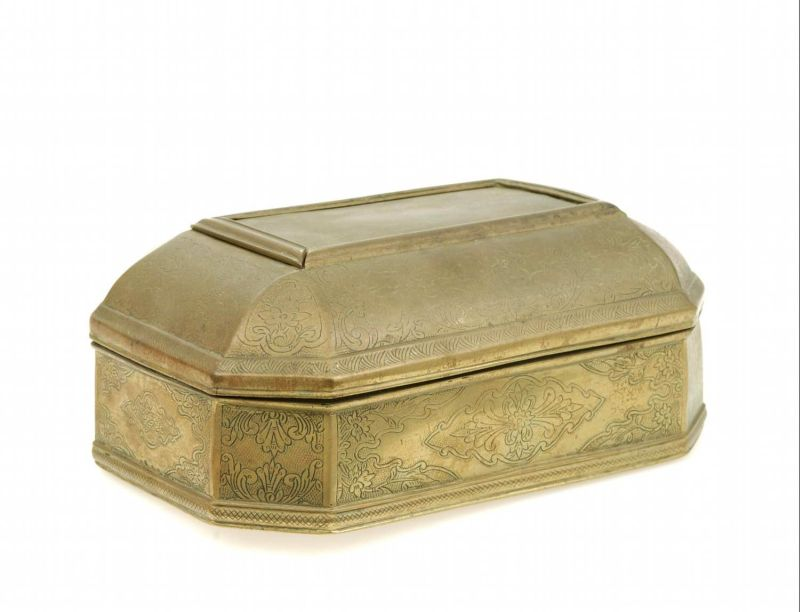
Messing, vor 1929
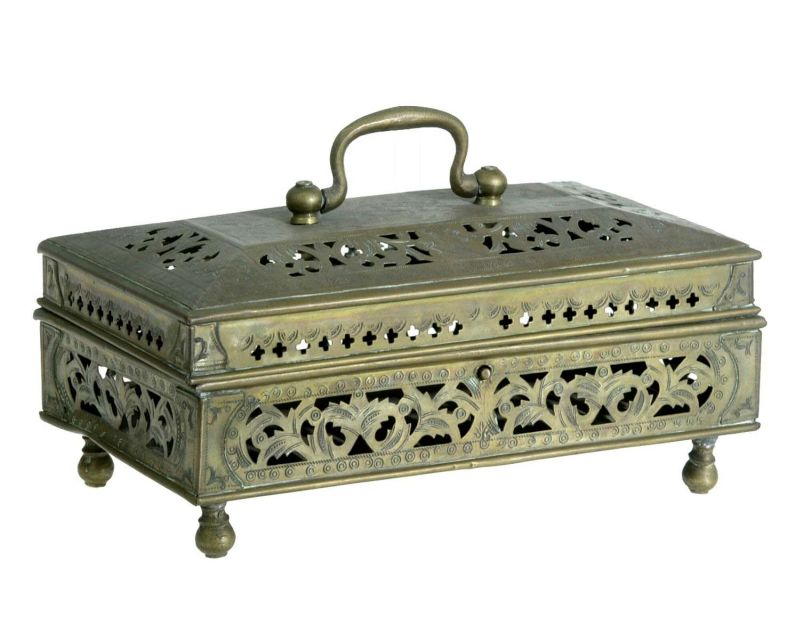
Messing, vor 1942
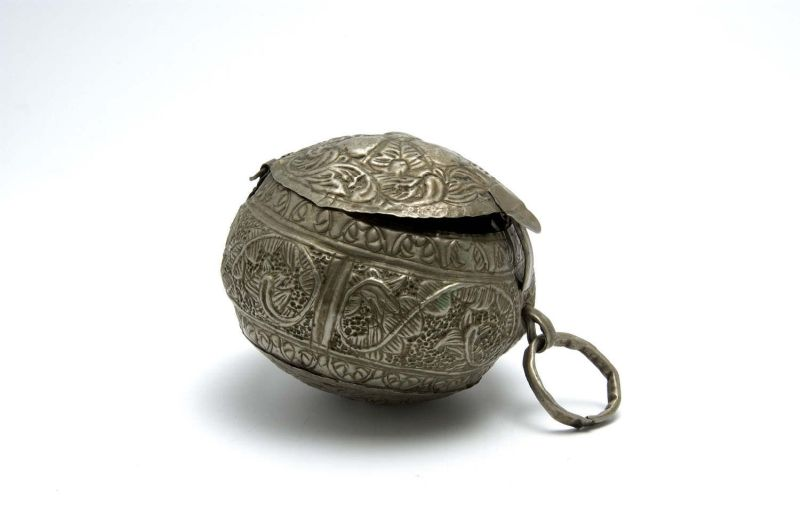
Tabak- oder Sirihbox, vor 1922
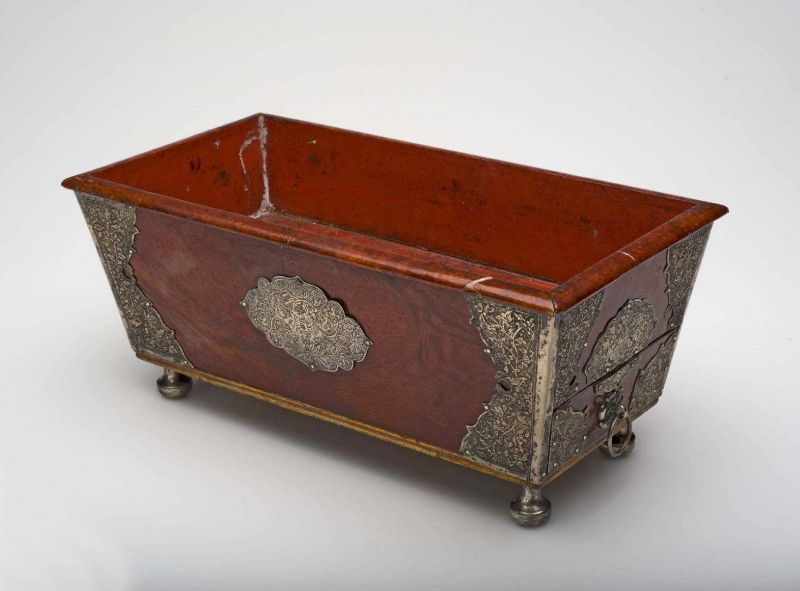
Holz mit silbernem Beschlag, vor 1918
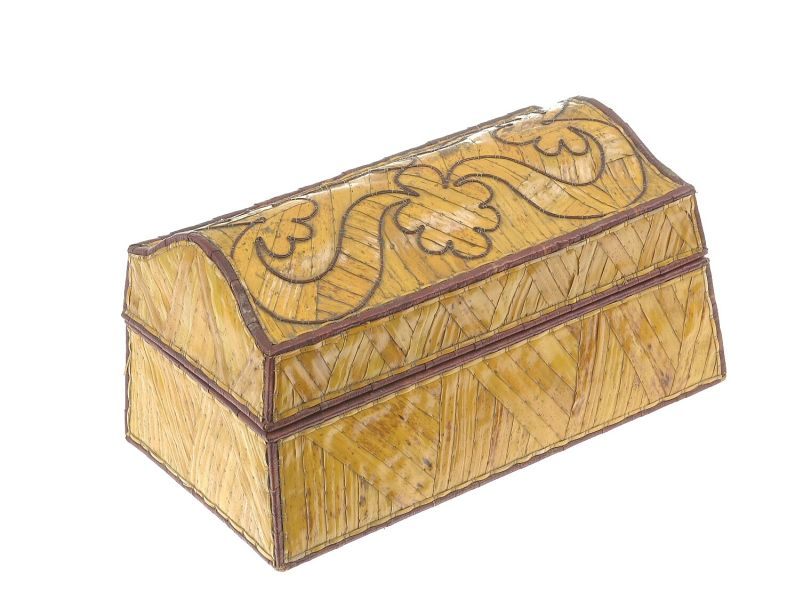
Pandanblätter, vor 1900
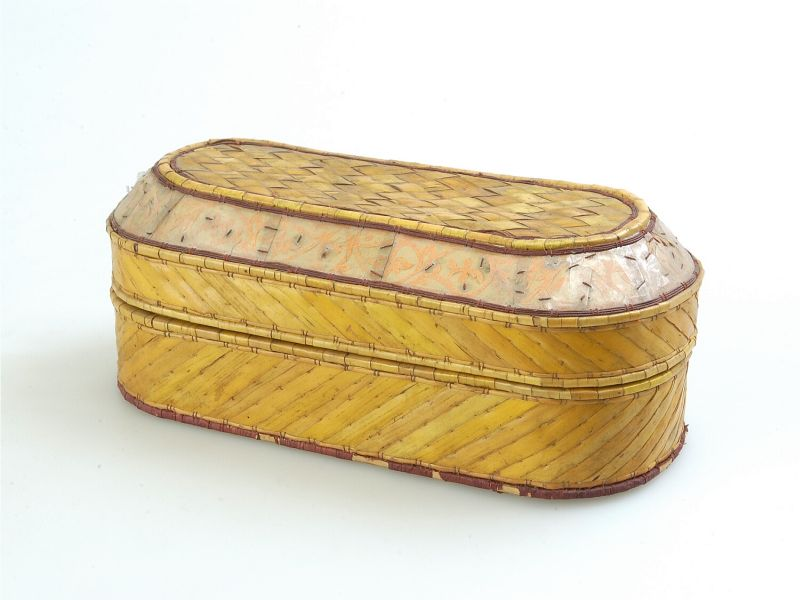
Pandanblätter, vor 1900
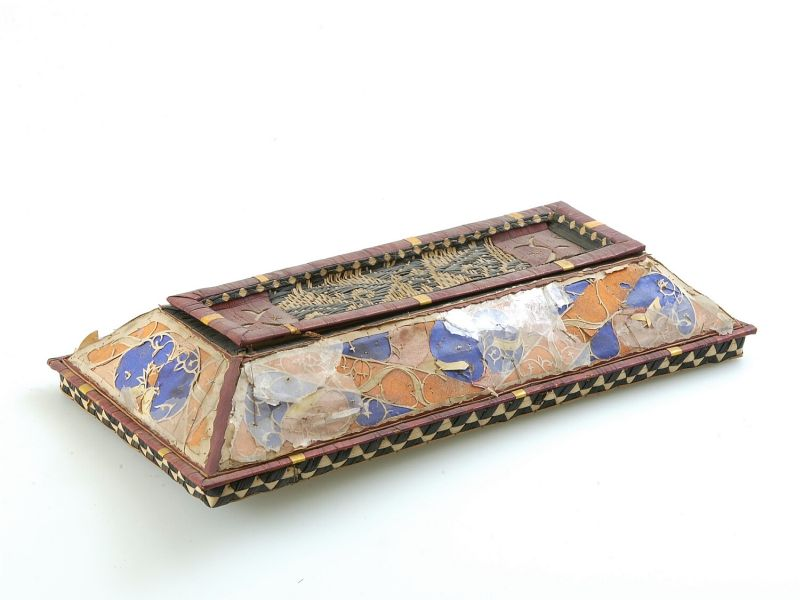
Pandanblätter, vor 1900
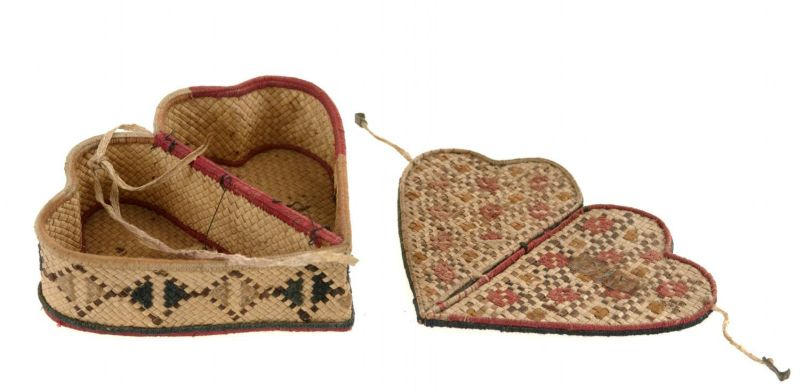
Lontarblätter, vor 1889
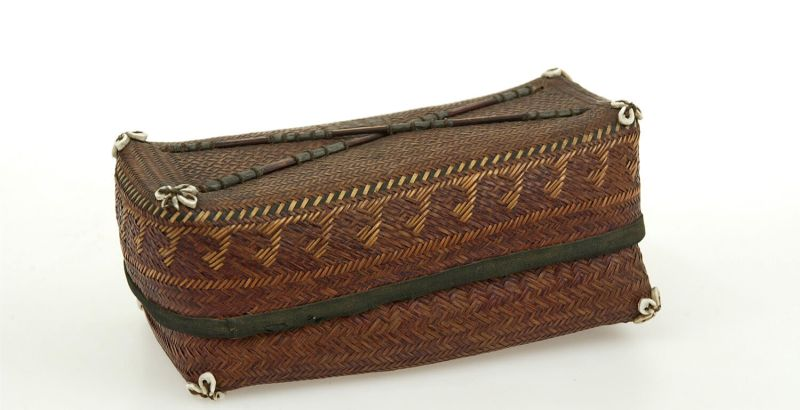
Bambu, vor 1887
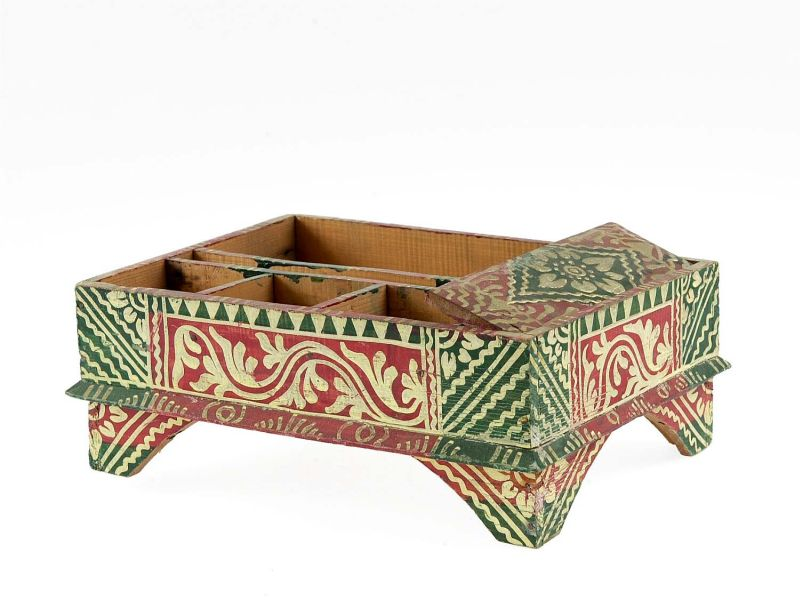
Holz, vor 1941
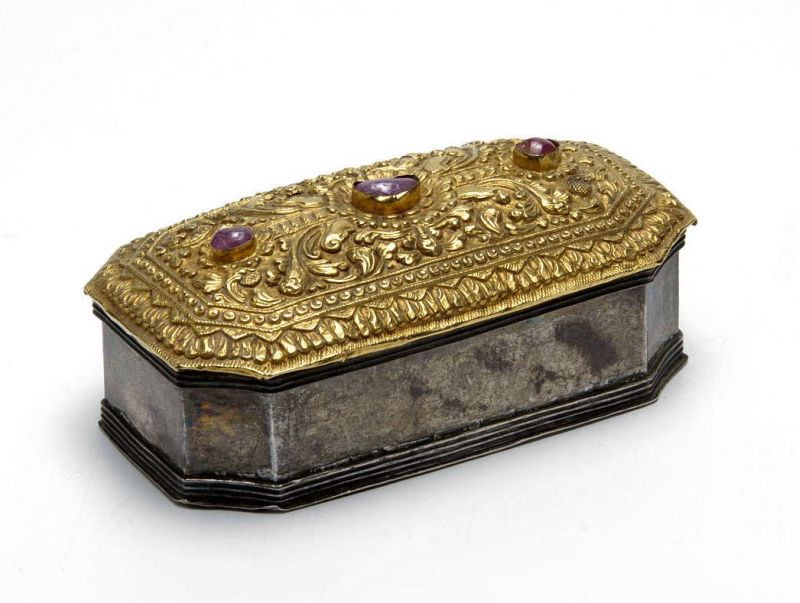
Silber mit goldenem Deckel und drei Edelsteinen, vor 1947